# MSC Preziosa
El MSC Preziosa es un crucero de la clase Fantasia operado por la naviera MSC Cruceros. Entró en servicio en marzo de 2013. Es una versión mejorada de sus dos primeros barcos miembros de clase, MSC Splendida y MSC Fantasia, y es idéntico al anterior MSC Divina. Debutó el 13 de marzo como el cuarto barco de la clase Fantasia.
El MSC Preziosa se construyó de 2010 a 2013 en el astillero STX en St. Nazaire, Francia, y se entregó en marzo de 2013, siendo nombrado MSC Preziosa mientras estaba en construcción en 2012. Tiene una capacidad de 3.502 pasajeros en 1.310 cabinas exteriores y 327 camarotes en el interior, que se acomodan con un complemento de tripulación de 1.370. Fue el crucero número 13 de la línea MSC Cruceros.
El MSC Preziosa fue inicialmente encargado al astillero en 2010 por la "General National Maritime Transport Company" de Libia, una compañía estatal Libia, por orden del dictador Libio Gadafi, que quiso crear la primera línea de cruceros árabe. Tras su derrocamiento la compañía no pudo hacer frente a los pagos y el astillero vendió el buque en astilleros a MSC por ser el diseño semejante a sus buques de la clase Fantasia. El buque iba a ser llamado Phoenicia.